# Snovídky
Snovídky (en allemand : Snowidek) est une commune du district de Vyškov, dans la région de Moravie-du-Sud, en République tchèque. Sa population s'élevait à 338 habitants en 2020.

## Géographie
Snovídky se trouve à 8 km à l'est-sud-est de Bučovice, à 18 km au sud-est de Vyškov, à 38 km à l'est-sud-est de Brno et à 220 km à l'est-sud-est de Prague.
La commune est limitée par Nesovice au nord, par Nemotice à l'est, par Mouchnice à l'est et au sud, et par Nevojice à l'ouest.

## Histoire
La première mention écrite de la localité date de 1360.